# Rhynchostegium calderi
Rhynchostegium calderi är en bladmossart som beskrevs av Jitinder Nath Vohra 1980 [1982. Rhynchostegium calderi ingår i släktet näbbmossor, och familjen Brachytheciaceae. Inga underarter finns listade i Catalogue of Life.